# Harold Perrineau
Harold Perrineau (n. 7 august 1963, New York City, New York, SUA) este un actor american. Rolul care i-a adus recunoaștere a fost în filmul independent Fum de țigară (1995), pentru care a fost nominalizat la premiul Independent Spirit pentru cel mai bun actor în rol secundar masculin. A continuat să apară ca Mercutio în Romeo și Julieta (1996) și ca Link în Matrix - Reîncărcat și Matrix - Revoluții (ambele din 2003). La televiziune, a jucat ca Augustus Hill în drama HBO despre închisoare Oz (1997–2003), ca Michael Dawson în serialul ABC Naufragiații (2004–2010) și ca șeriful Boyd Stevens în serialul horror Din de la MGM+ (2022–prezent).
Perrineau a apărut și în filmele Înfruntarea (1997), The Best Man (1999), Woman on Top (2000) și După 28 de săptămâni (2007). Printre celelalte filme ale sale de televiziune se numără Sons of Anarchy (2012), Constantine (2014–2015), Claws (2017–2022) și The Recrutul (2019–2021).

## Filmografie

### Film
| An   | Titlu                                  | Rol                             | Note        |
| ---- | -------------------------------------- | ------------------------------- | ----------- |
| 1988 | Shakedown                              | Tommie                          |             |
| 1990 | King of New York                       | Thug Leader                     |             |
| 1991 | Out for Justice                        | King's Henchman (nemenționat)   |             |
| 1995 | Fum de țigară (Smoke)                  | Thomas "Rashid" Cole            |             |
| 1995 | Flirt                                  | Men's Room Man 1#               |             |
| 1996 | Sânge și vin                           | Henry                           |             |
| 1996 | Romeo și Julieta                       | Mercutio                        |             |
| 1997 | Înfruntarea                            | Steve                           |             |
| 1998 | Lulu on the Bridge                     | Bobby Perez                     |             |
| 1998 | Come to                                | Joseph                          | Scurtmetraj |
| 1999 | A Day in Black and White               | Black Man                       |             |
| 1999 | Macbeth in Manhattan                   | Chorus                          |             |
| 1999 | Afaceri neterminate                    | Julian Murch                    |             |
| 2000 | Femeia mereu deasupra                  | Monica Jones                    |             |
| 2000 | Overnight Sensation                    | Experienced PA                  |             |
| 2001 | Prison Song                            | Unchiul Cee                     |             |
| 2002 | On Line                                | Moe Curley                      |             |
| 2003 | Matrix - Reîncărcat                    | Link                            |             |
| 2003 | Matrix - Revoluții                     | Link                            |             |
| 2007 | După 28 de săptămâni                   | Flynn                           |             |
| 2007 | Aventurile lui Garfield în lumea reală | Soțul                           | Voce, video |
| 2008 | Gardens of the Night                   | Orlando                         |             |
| 2008 | Ball Don't Lie                         | Jimmy                           |             |
| 2008 | Your Name Here                         | Richard Roundtree               |             |
| 2008 | Felon                                  | Lt. Bill Jackson                |             |
| 2010 | The Killing Jar                        | John Smith                      |             |
| 2010 | Case 219                               | Franklyn Bonner                 |             |
| 2010 | 30 Days of Night: Dark Days            | Todd                            | Video       |
| 2011 | Seeking Justice                        | Jimmy                           |             |
| 2012 | Transit                                | Losada                          |             |
| 2012 | Sunset Stories                         | Harold                          |             |
| 2012 | Taking the Edge Off                    | –                               | Scurtmetraj |
| 2012 | Zero Dark Thirty                       | Jack                            |             |
| 2013 | Snitch                                 | Procuror adjunct Jeffrey Steele |             |
| 2013 | Go for Sisters                         | Wiley                           |             |
| 2013 | Sexy Evil Genius                       | Marvin Coolidge                 | Video       |
| 2013 | The Best Man Holiday                   | Julian Murch                    |             |
| 2013 | The Championship Rounds                | Darryl                          | Scurtmetraj |
| 2014 | Sabotage                               | Investigator Darius Jackson     |             |
| 2015 | Meet Me at a Funeral                   | Jeffrey                         | Scurtmetraj |
| 2016 | #FoundingFathers                       | –                               | Scurtmetraj |
| 2017 | Stephanie                              | Leader                          |             |
| 2017 | The Bachelors                          | Dr. Rollens                     |             |
| 2017 | I'm Not Here                           | Santana                         |             |
| 2018 | Virginia Minnesota                     | Mister                          | Voce        |
| 2018 | Cold Brook                             | Gil Le Deux                     |             |
| 2018 | Dumplin'                               | Lee Wayne / Rhea Ranged         |             |
| 2022 | Without Ward                           | Lord Voraz Esquire              |             |

### Televiziune
| An           | Titlu                               | Rol                       | Note                                                   |
| ------------ | ----------------------------------- | ------------------------- | ------------------------------------------------------ |
| 1986–1987    | Fame                                | Fame Dancer               | Rol secundar (sez. 6)                                  |
| 1989         | The Cosby Show                      | Scott                     | Episodul: "The Dead End Kids Meet Dr. Lotus"           |
| 1990         | CBS Schoolbreak Special             | Curtis                    | Episodul: "Flour Babies"                               |
| 1990         | Law & Order                         | Jordan Hill               | Episodul: "Out of the Half-Light"                      |
| 1991         | The Days and Nights of Molly Dodd   | Singer                    | Episodul: "Here's a Neat Way to Tie Up the Loose Ends" |
| 1991–1993    | I'll Fly Away                       | Robert Evans              | Rol secundar                                           |
| 1993         | Law & Order                         | Kenny Rinker              | Episodul: "Virus"                                      |
| 1994         | The Cosby Mysteries                 | Junior Vansen             | Episodul: "Camouflage"                                 |
| 1995         | New York News                       | Benny                     | 2 episoade                                             |
| 1997         | ER                                  | Isaac Price               | Episodul: "Freak Show"                                 |
| 1997         | Living Single                       | Walter Jackson            | Episodul: "Forgive Us Our Trespasses"                  |
| 1997–2003    | Oz                                  | Augustus Hill             | Rol principal                                          |
| 1998         | The Tempest                         | Ariel                     | Film TV                                                |
| 1999         | Saturday Night Live                 | Augustus Hill             | Episodul: "Jerry Seinfeld/David Bowie"                 |
| 2003         | Spider-Man: The New Animated Series | Louis Wyler/Turbo Jet     | Voce, episodul: "Heroes and Villains"                  |
| 2003         | Dead Like Me                        | Aroun Levert              | Episodul: "Rest in Peace"                              |
| 2004–2010    | Lost                                | Michael Dawson            | Rol principal (sez. 1–2 & 4; invitat: season 6)        |
| 2007         | CSI: Crime Scene Investigation      | Reverend Rhodes           | Episodul: "Go to Hell"                                 |
| 2007         | Demons                              | Mitch                     | Film TV                                                |
| 2009         | The Unusuals                        | Detective Leo Banks       | Rol principal                                          |
| 2010         | CSI: NY                             | Reggie Tifford            | Episodul: "Redemption"                                 |
| 2010         | The Whole Truth                     | Paul Braun                | Episodul: "Uncanny"                                    |
| 2012         | Marvel Anime: Blade                 | Blade                     | Voce, rol principal                                    |
| 2012         | Phineas and Ferb                    | Additional Voices         | Episodul: "Where's Perry?"                             |
| 2012         | Georgia                             | Michael                   | Rol principal                                          |
| 2012         | Sons of Anarchy                     | Damon Pope                | Rol secundar (sez. 5)                                  |
| 2012–2013    | Wedding Band                        | Stevie                    | Rol principal                                          |
| 2013         | Law & Order: Special Victims Unit   | Brian Tremore             | Episodul: "Secrets Exhumed"                            |
| 2014         | HitRecord on TV                     | Rolul său                 | Episodul: "The Edge of Space"                          |
| 2014         | Growing Up Fisher                   | Fred                      | Episodul: "Pilot"                                      |
| 2014         | Z Nation                            | Lt. Hammond               | Episodul: "Puppies And Kittens"                        |
| 2014         | Newsreaders                         | Harold Perrineau          | Episodul: "F- Dancing, Are You Decent?"                |
| 2014–2015    | Constantine                         | Manny                     | Rol principal                                          |
| 2016         | The Mysteries of Laura              | Charles Baptiste          | Episodul: "The Mystery of the Morning Jog"             |
| 2016         | Goliath                             | Judecătorul Reston Keller | Rol secundar (sezonul 1)                               |
| 2016         | Full Circle                         | Damon Houserman           | Rol principal (sezonul 3)                              |
| 2016         | Poor Richard's Almanack             | Matt                      | Film TV                                                |
| 2017         | Criminal Minds                      | Calvin Shaw               | Rol secundar (sezonul 12)                              |
| 2017–2022    | Claws                               | Dean Simms                | Rol principal                                          |
| 2018–2019    | Star                                | Bobby Brooks              | Rol secundar (sez. 3)                                  |
| 2019–2021    | The Rookie                          | Nick Armstrong            | Rol secundar (sez. 2–3)                                |
| 2020         | The Good Doctor                     | Wes Keeler                | Episodul: "Fixation"                                   |
| 2022–present | From                                | Boyd Stevens              | Rol principal                                          |
| 2022         | The Best Man: The Final Chapters    | Julian "Murch" Murchison  | Rol principal                                          |

### Jocuri video
| Am   | Titlu             | Rol  | Notes |
| ---- | ----------------- | ---- | ----- |
| 2003 | Enter the Matrix  | Link | Voce  |
| 2004 | The Matrix Online | Link | Voce  |